# Miguel Ángel Brindisi
Miguel Ángel Brindisi (Almagro, Buenos Aires, 8 oktober 1950) is een voormalig Argentijns voetballer en trainer. 
Brindisi begon zijn carrière bij middenmoter Huracán, dat begin jaren zeventig furore maakte en in 1973 de titel won. Een jaar eerder was hij al eens topschutter van de competitie geworden. Na een tweejarige avontuur bij het Spaanse Las Palmas keerde hij terug naar Huracán en maakte in 1981 de overstap naar topclub Boca Juniors waarmee hij prompt de titel won. Hij speelde ook enkele jaren voor het nationale elftal, maar na een mislukking op het WK 1974 werd hij niet meer opgeroepen. 
In 1986 werd hij ook trainier. Bij zijn tweede club, Municipal uit Guatemala, kon hij al snel de landstitel winnen. In 1989 maakte hij de overstap naar het Ecuadoraanse Barcelona waarmee hij ook de titel won dat jaar en in 1991 opnieuw, in 1990 behaalde hij met deze club zelfs de finale van de Copa Libertadores. In 1994 won hij met Independiente drie titels, de Clausura van 1994, de Supercopa Sudamericana van 1994 en de Recopa Sudamericana van 1995. Intussen was hij ook bondscoach van Guatemala. Hierna trainde hij nog verscheidene clubs. 